# ヨーガナレーンドラ・マッラ

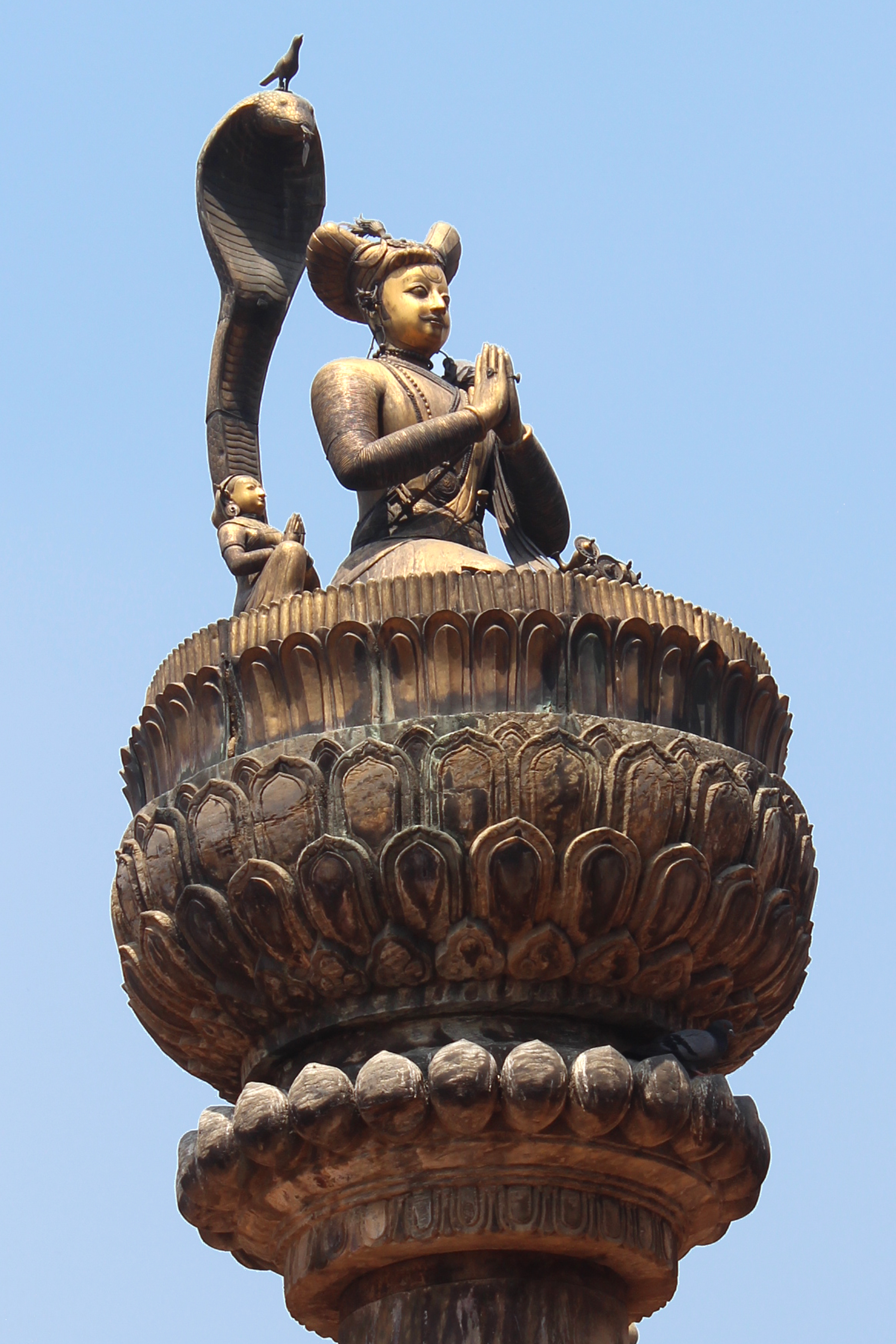
ヨーガナレーンドラ・マッラ

ヨーガナレーンドラ・マッラ（Yoganarendra Malla、生年不詳 - 1715年）は、ネパール、パタン・マッラ朝の君主（在位：1685年 - 1715年）。

## 生涯

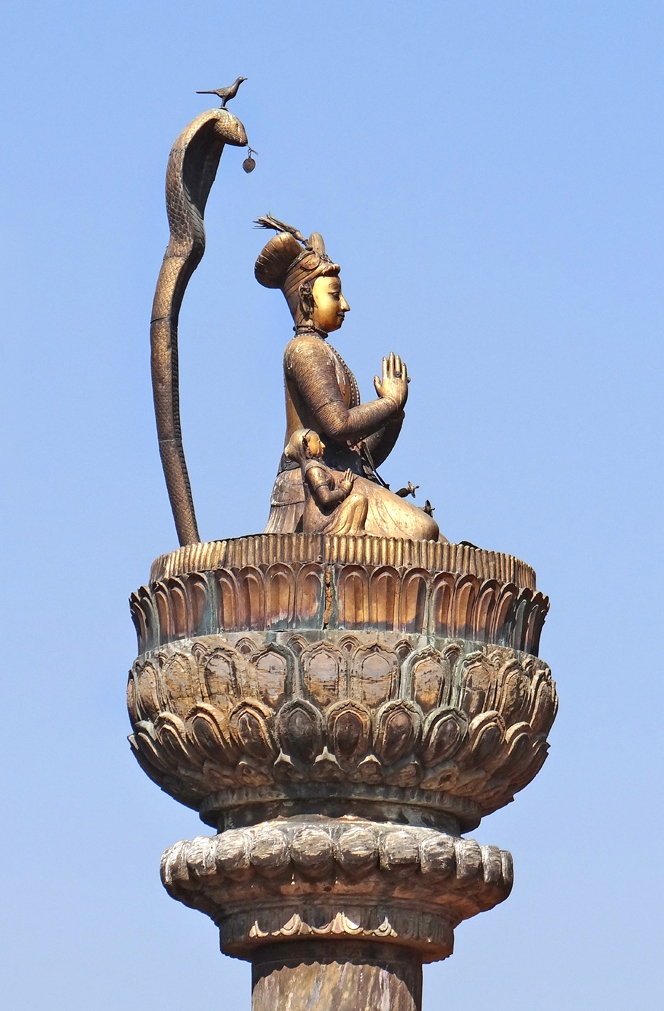
ヨーガナレーンドラ・マッラ

1685年、父シュリーニヴァーサ・マッラが譲位したため、18歳のヨーガナレーンドラが即位した。
ヨーガナレーンドラの治世、友好国であったゴルカ王国のプリトビパティ・シャハが1686年にカトマンズに赴き、カトマンズ王パールティヴェーンドラ・マッラ、バクタプル王ジターミトラ・マッラと談合した。このため、ヨーガナレーンドラはパタンは孤立した。
だが、カトマンズがバクタプルと不仲になると、1688年にカトマンズと同盟し、バクタプルを包囲した。だが、バクタプルを包囲して得るものが何もないと、バクタプルと組んで、1689年には共にカトマンズを攻撃した。このように、ヨーガナレーンドラは策謀の天才であり、目まぐるしく相手を変え、孤立してもそれを乗り切った。
一方、カトマンズは孤立の上政情不安も相まったため、ヨーガナレーンドラに要請し、1697年から1698年にかけてパタン、バクタプル、カトマンズとの間に三都友好条約が締結された。だが、1698年末にバクタプル王ブーパティーンドラ・マッラの王弟がバクタプルからカトマンズに逃げ、カトマンズがそれを匿ったことでこれは崩壊した。
ヨーガナレーンドラはバクタプルが弱いと見て、バクタプルの支配を試みた。だが、ブーパティーンドラは外交手腕に長けており、カトマンズ盆地外の勢力であるゴルカ王国、タナフン・セーナ王国、マクワンプル・セーナ王国を味方に付け、三国の支持を背景に逆にヨーガナレーンドラに圧力をかけた。その結果、1701年にバクタプルは友好条約を強要し、パタンもこれに応じた。
だが、1705年にヨーガナレーンドラ王はカトマンズと組み、バクタプル領へと進撃した。ヨーガナレーンドラはチャングに滞在してバクタプルの攻撃を準備したが、カトマンズに離反されたバクタプルは勝ち目がないと判断し、刺客を送った。この刺客はヨーガナレーンドラの煙草に毒を仕込み、そのため王はあっけなく死んだ。
ヨーガナレーンドラの死後、パタン軍は自国に引き上げた。同時に後継者も問題が浮上したが、結局王の外孫ローカプラカーシャ・マッラが王となった。